# سعید العسیلی
سعید العسیلی شاعر لبنانی در سال ۱۹۲۹ م در شارف جبل عامل متولد شد. با تخلص «الشاعر الحزین» در نشریات لبنان شعر می‌سرود. برخی از آثارش عبارتند از: مولد النور، ابوطالب کفیل الرسول، الحسن و علی، ملحمة کربلاء. ملحمة کربلاء در بیش از ۶۰۰۰ بیت دربارهٔ واقعهٔ کربلاست.